# Credimi ancora
Credimi ancora è un singolo del cantautore italiano Marco Mengoni, pubblicato il 17 febbraio 2010 come primo estratto dal secondo EP Re matto.

## Descrizione
Il brano è stato presentato alla 60ª edizione del Festival di Sanremo nella sezione "Artisti" dove, dopo essere stato incluso tra i favoriti per la vittoria, ha riscosso successo nell'ambito della manifestazione canora, arrivando al terzo posto della classifica finale alle spalle di Pupo, Emanuele Filiberto e Luca Canonici con Italia amore mio e del vincitore Valerio Scanu con Per tutte le volte che....
Nella serata dei duetti, prevista dal regolamento del Festival, ha partecipato all'esecuzione del brano il Solis String Quartet.

### Controversie
Nei giorni immediatamente seguenti alla presentazione del brano al Festival di Sanremo, il cantante Morgan, che aveva seguito Mengoni come giudice nella propria categoria durante la partecipazione ad X Factor, ha accusato il cantautore di aver copiato parte del ritornello di Credimi ancora da un brano che gli era stato presentato come possibile inedito da cantare durante il talent show. L'accusa è stata avanzata da Morgan alla web tv di Simona Ventura, dove sono stati fatti ascoltare i versi incriminati (forse sì, forse no). Marco Mengoni ha smentito categoricamente le accuse di plagio durante un'intervista a Domenica in, ed anche il suo ufficio stampa ha ribadito questa posizione.

## Video musicale
Il video, diretto da Gaetano Morbioli e girato a Verona, mostra le varie personalità del cantante attraverso l'uso di contrasti, soprattutto nei colori. In molte scene l'artista indossa lo stesso vestito della prima serata del Festival di Sanremo 2010. In diverse scene vengono mostrati i lavori di alcuni street-artists italiani.

## Tracce
Testi di Marco Mengoni e Stella Fabiani, musiche di Piero Calabrese e Massimo Calabrese.
1. Credimi ancora – 3:26

## Classifiche

### Classifiche settimanali
| Classifica (2010) | Posizione massima |
| ----------------- | ----------------- |
| Italia            | 3                 |

### Classifiche di fine anno
| Classifica (2010) | Posizione |
| ----------------- | --------- |
| Italia            | 22        |